# Abarema gallorum
Abarema gallorum là một loài thực vật có hoa trong họ Đậu.